# Zachary Williams
Zachary Isaiah Williams (Beverly Hills, 5 ottobre 1994) è un attore statunitense.

## Biografia
Zachary Isaiah Williams inizia a lavorare come baby-modello all'età di tre anni ottenendo di posare per firme di grande peso quali Nike e Disney, a quattro anni inizia a girare piccoli spot e sketch pubblicitari. Sempre nello stesso anno inizia a recitare per il piccolo schermo ottenendo piccole parti in telefilm come Star Trek: Insurrection, Roswell e Becker. Il suo unico ruolo cinematografico sinora è stato in Honey film con Jessica Alba. Dal 2003 al 2006 è stato nel cast di Romeo, una serie comica.
Dal 2007 al 2009 ha partecipato alla serie drammatica Lincoln Heights.
Ha un fratello più grande di nome Oren Williams, anche lui attore. Abita a Los Angeles dal 2004.